# ماکی تاکادا
ماکی تاکادا (انگلیسی: Maki Takada؛ زادهٔ ۲۳ اوت ۱۹۸۹) بازیکن بسکتبال اهل ژاپن است.
وی در مسابقات کشوری و بین‌المللی در مجموع برندهٔ ۳ مدال طلا، ۱ مدال نقره، ۴ مدال برنز شده‌است.